# Otomārs Nemme
Otomārs Nemme (* 7. Oktober 1891 in Aloja; † 31. Dezember 1947 in Memmingen) war lettischer Maler, Zeichner und Karikaturist.

## Leben und Wirken
Nemme war von 1911 bis 1915 Schüler bei Janis Rozentāls und Janis Roberts Tillbergs in der städtischen Kunstschule in Riga. Anschließend studierte er von 1919 bis 1920 an der Fakultät für Architektur der Universität Lettlands. Im Jahr 1929 erhielt er sein Diplom in der Malwerkstatt von Tillberg an der Lettischen Kunstakademie, an der er seit 1926 als Assistent arbeitete. Ab 1932 unterrichtete er Zeichnen an der Kunstgewerbeschule sowie Kunstgeschichte an der Technischen Hochschule in Riga.
Er fertigte überwiegend Bildnisse von Landschaften, Stillleben oder Porträts, wobei sein Stil zunächst vom Impressionismus beeinflusst wurde. Seine Werke waren seit 1914 in Ausstellungen zu sehen und er engagierte sich als unabhängiger Begleiter in der Künstlervereinigung „Sadarbs“. Seine Zeichnungen und Karikaturen erschienen unter anderem in den Zeitschriften Libra, Illustrated Magazine, Bat oder Rest. 1944 siedelte er nach Deutschland um und nahm an der ersten Ausstellung lettischer Künstler im Exil teil. Werke von Nemme sind im Lettischen Kunstmuseum in Riga zu sehen.